# Gris-Gris
Gris-Gris (stilisiert als „GRIS-gris“) ist das Debütalbum des US-amerikanischen Musikers Dr. John alias Malcolm „Mac“ Rebennack, Jr. Es erschien 1968 bei Atco Records und gilt als stilbildend für das Genre „Voodoo-Rock“. Bei seinem Erscheinen war Gris-Gris kommerziell erfolglos; rückblickend wird es allerdings vielfach zu den besten Alben der Popmusik gezählt.

## Entstehungsgeschichte

### Biografischer Hintergrund

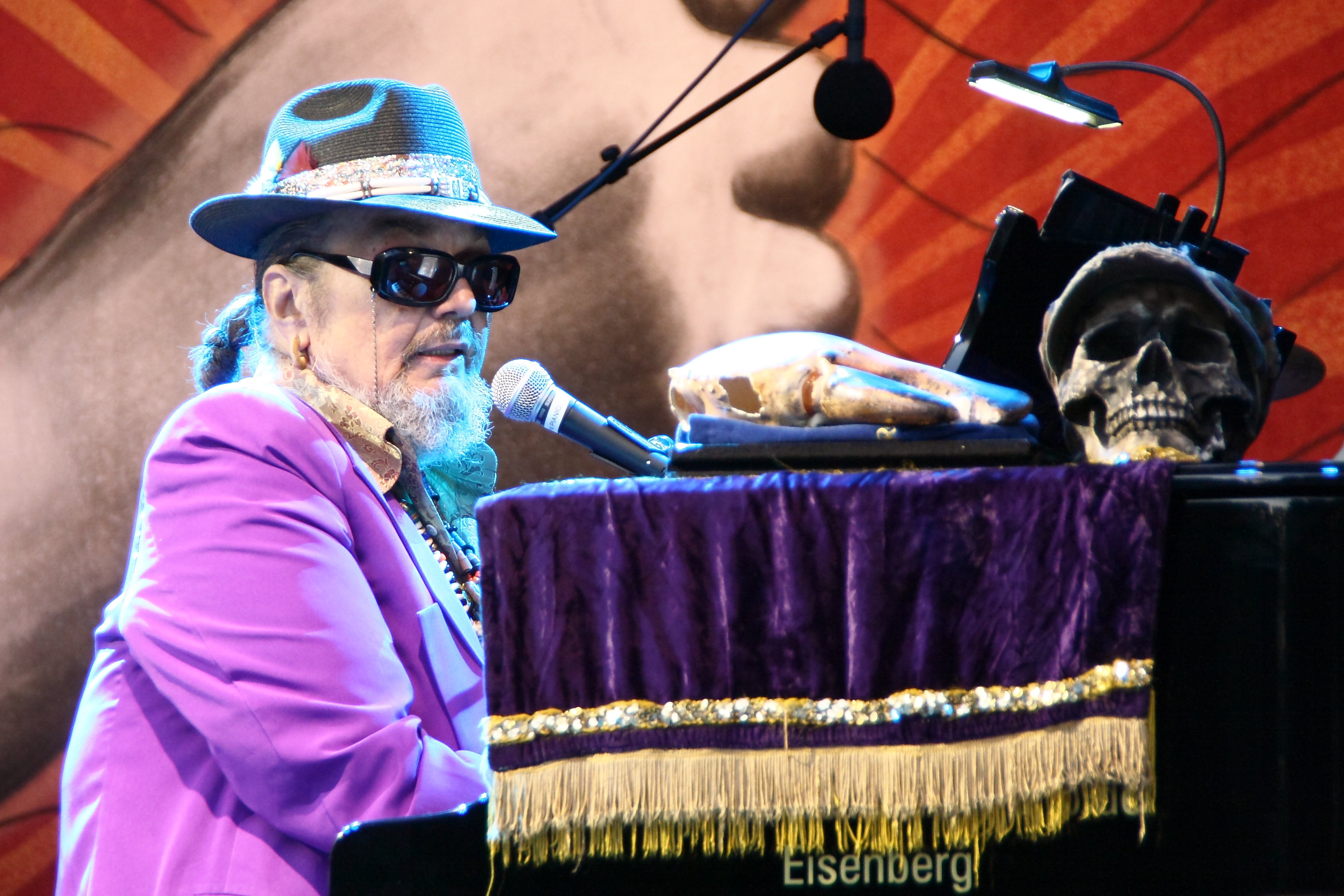
Dr. John (Mac Rebennack Jr.)

Mac Rebennack (1941–2019) wuchs im 3. Bezirk von New Orleans auf. Er hatte von Kindheit an regelmäßigen Kontakt zu zahlreichen afroamerikanischen Musikern seiner Heimatstadt.
Beeinflusst durch den Pianisten und Sänger Professor Longhair, den er 1955 oder 1956 kennengelernt hatte, entschloss sich Rebennack, professioneller Musiker zu werden. Ab 1956 spielte er als Studiomusiker für Ace Records und andere Labels, schrieb Lieder und produzierte Aufnahmen von Künstlern wie James Booker, Earl King und Jimmy Clanton. Außerdem trat er mit eigenen Bands in Clubs seiner Heimatstadt auf. Schwerpunktmäßig spielte er zunächst Gitarre, ab etwa 1960 dann vor allem Klavier, wobei er einen an Professor Longhair angelehnten Stil entwickelte. Rebennacks musikalische Karriere wurde von einer zweijährigen Haftstrafe unterbrochen, nach deren Ende er 1965 nach Los Angeles zog. Hier hielt er sich – unter anderem als Mitglied der Wrecking Crew – mit Engagements als Studiomusiker über Wasser. Aufträge verschaffte ihm vielfach der in New Orleans geborene Komponist und Arrangeur Harold Battiste, den er seit einer Zusammenarbeit Ende der 1950er-Jahre in New Orleans kannte.

### Thematischer Hintergrund

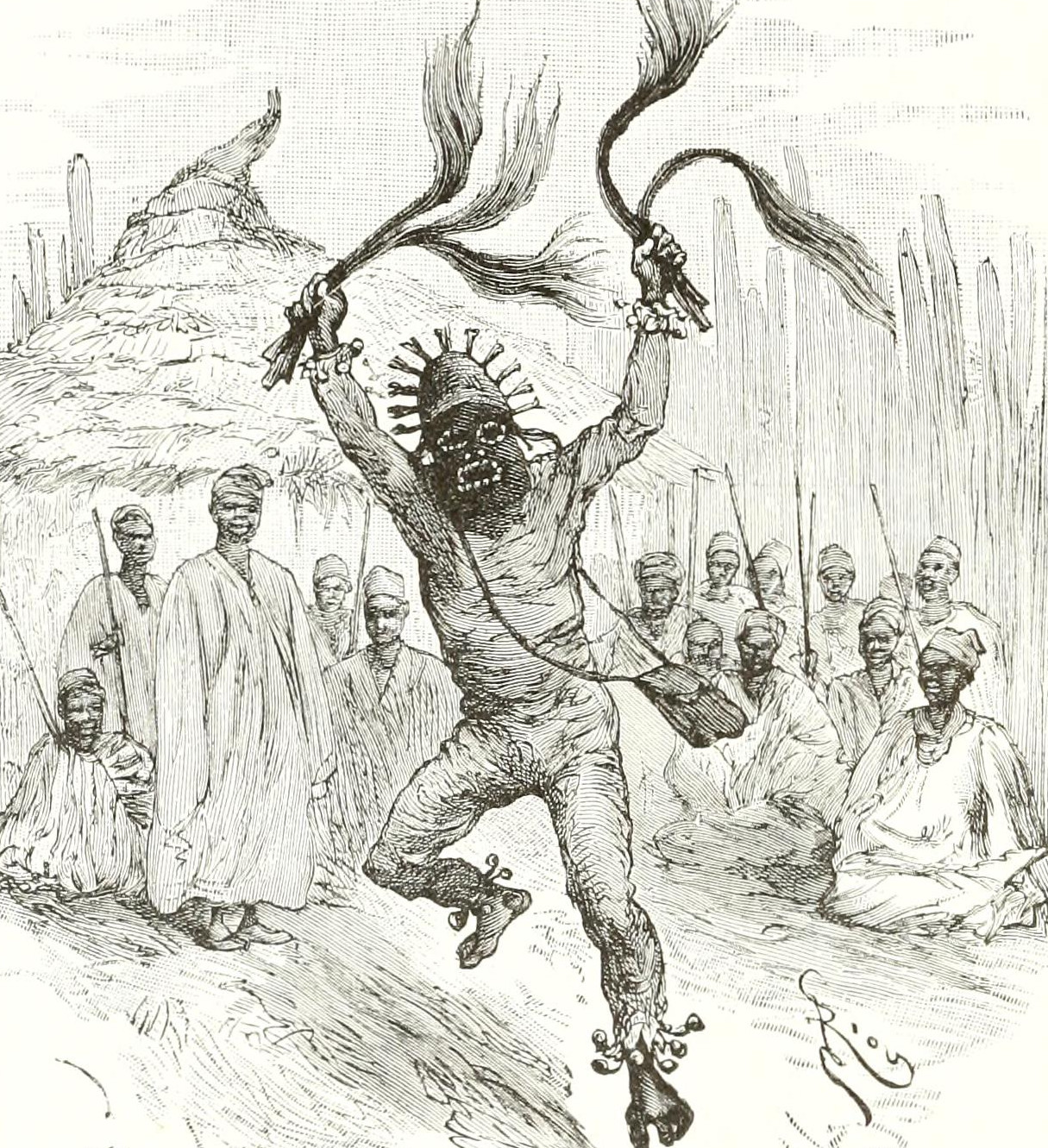
Voodoo (in New Orleans: Gris-Gris)

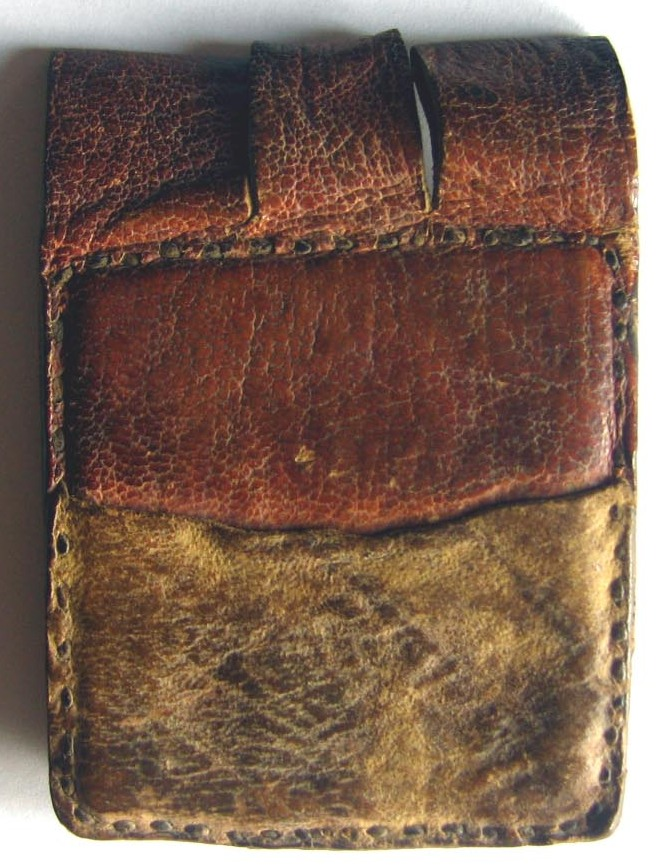
Afrikanisches Gris Gris

In den 1950er-Jahren lernte Rebennack in seiner Heimatstadt die Traditionen der Kreolen und der Cajuns kennen, zu denen auch der New Orleans Voodoo gehört. Einer der Legenden dieser Kultur ist die Figur des Dr. John Montaine (nach anderen Quellen John Montane, John Montanee oder Jean Montanée). Montaines Existenz in Louisiana ist seit 1850 belegt, zu den früheren Jahren gibt es keine gesicherten Erkenntnisse. Der Legende zufolge stammte er aus Westafrika (Nigeria oder Senegal), wo er in seiner Kindheit entführt worden sein soll, um als Sklave nach Haiti oder Kuba gebracht zu werden. Nach eigenen Angaben war er ein „afrikanischer Prinz“. Ab 1850 lebte er als Freigelassener im südlichen Louisiana und spielte in der dortigen afroamerikanischen bzw. karibischen Bevölkerung eine bedeutende Rolle als Voodoo- oder Hoodoo-Magier und Medizinmann. Montaine kam mit dem Verkauf von glücksbringenden Amuletten, die im kreolischen Sprachgebrauch Gris-gris genannt werden, und Zaubertränken zu einigem Wohlstand. Ihm wurde die Fähigkeit zugeschrieben, Tote wiederzuerwecken. Montaine gehörte bis ins 20. Jahrhundert hinein neben der Voodoo-Queen Marie Laveau zu den bekanntesten Legenden der Voodoo-Kultur in Louisiana.

### Umsetzung
In seiner Zeit in Los Angeles entwickelte Rebennack die Idee, ein Konzeptalbum zu produzieren, das die unterschiedlichen musikalischen Strömungen seiner Heimatstadt New Orleans miteinander verband. Weil er von der Legende um Dr. John Montaine fasziniert war, schuf er in Anlehnung daran 1967 die Kunstfigur des Dr. John Creaux alias Dr. John The Night Tripper. Sie sollte die zentrale Figur dieses Albums werden. Ursprünglich hatte Rebennack den mit ihm befreundeten afroamerikanischen Sänger und Schauspieler Ronnie Barron für die Rolle des Dr. John Creaux vorgesehen; der lehnte allerdings – angeblich auf Anraten seines Managers Don Costa, der das Projekt für karrieregefährdend hielt – ab. Rebennack übernahm als Pseudonym für sich den Namen Dr. John Creaux, den er später zu Dr. John verkürzte und in dieser Form dauerhaft als Künstlernamen behielt.
Das Album wurde im Herbst 1967 aufgenommen und 1968 veröffentlicht. Rebennack entwickelte eine begleitende Bühnenshow, mit der er in den USA und in Europa auf Tournee ging. Dabei trat Rebennack, der auch hier die Rolle des Dr. John spielte, in exotischen Kostümen mit Federn und Amuletten auf, die an Mardi-Gras-Verkleidungen erinnerten. Den Stil der Bühnenbekleidung übernahm er von dem Rhythm-and-Blues-Sänger „Prince La La“ (Lawrence Nelson), mit dem er bis zu dessen Tod 1963 befreundet gewesen war. Einige sehen auch Parallelen zu den Bühnenshows von Screamin’ Jay Hawkins.
Rebennack setzte das Konzept des Voodoo-Rock bei den drei folgenden Alben Babylon (1969), Remedies (1970) und The Sun, Moon & Herbs (1971) fort.

## Produktion
Produzent von Gris-Gris war Rebennacks Freund Harold Battiste. Er verschaffte Rebennack auch einen Vertrag mit Atlantic Records, die das Album auf ihrem Sublabel Atco veröffentlichten. Die Aufnahmen fanden im Herbst 1967 in den Gold Star Studios in Los Angeles statt. Nahezu alle beteiligten Musiker waren afroamerikanischen bzw. kreolischen Ursprungs mit Wurzeln in New Orleans.

## Inhalt und Stil
Sechs der sieben Lieder des Albums sind von Rebennack geschrieben, der jeweils sein Pseudonym Dr. John Creaux nutzte, je eines davon in Zusammenarbeit mit Harold Battiste bzw. Jessie Hill.

### Inhalt
Inhaltlich haben die Lieder zumeist Themen aus dem Voodoo-Umfeld zum Gegenstand. Das zeigt sich bereits im Titel des Albums. Das kreolische Wort Gris-Gris ist eine französische Adaption des aus dem Sprachraum Senegals stammenden Begriffs grigri und bedeutet dort Amulett oder Talisman, aber auch Fluch. Speziell in New Orleans wird in einer Erweiterung des Verständnisses auch der Voodoo-Glaube als Gris-Gris bzw. Gris-Gris Church bezeichnet, und die Musik bei Voodoo-Veranstaltungen heißt Gris-Gris Music.
Im titelgebenden Lied Gris-Gris Gumbo Ya Ya stellt sich die Figur des Dr. John (The Night Tripper) selbst vor. Sie beschreibt sich als Seher, der mit Drachenblut, Zaubersand und dem Herzen einer schwarzen Katze Medizin für jede Krankheit hat und bei allen Gebrechen Abhilfe schaffen kann. Außerdem preist Dr. John Gris-Gris-Amulette an. I Walk on Guilded Splinters, das letzte Lied des Albums, enthält eine weitere Erzählung aus der Perspektive Dr. Johns. Die übrigen Lieder thematisieren andere Aspekte des Voodoo. Jump Sturdy etwa spielt mit der Legende der Voodoo-Priesterin Zozo Labrique und bindet die in den späten 1960er-Jahren in New Orleans lebende Queen Julia Jackson ein: Jackson habe Zozo Labrique wiederbelebt, um Jump Sturdy, eine Tänzerin „aus den Sümpfen“, die „mit Fischen tanzen“ konnte, zu töten.

### Stil und Genre
Auf dem Album finden sich Elemente des New Orleans Rhythm and Blues, des Psychedelic Rock, teilweise auch des Swamp Rock und des Zydeco. Stilistisch „verschmilzt das dunkle, esoterische Herz des Voodoo mit einem hypnotischen Groove und funkigem Blues“. Die Begleitmelodien bestehen aus einfachen, kurzen Akkorden, die vielfach wiederholt werden. In einzelnen Stücken werden wie in einem „instrumentellen Dschungel“ wilde Geräusche, Tierstimmenimitationen und schlichtes Kauderwelsch beigemischt, wobei es auch zu Überlagerungen kommt. Das ist am ausgeprägtesten bei Harold Battistes Croker Courtbullion und bei I Walk on Gilded Splinters zu hören. Das Durcheinander der Stimmen und Töne findet sich programmatisch im Titel des Eröffnungsliedes wieder: Gumbo Ya Ya ist ein in New Orleans gebräuchlicher Slangausdruck für das gleichzeitige Sprechen vieler Personen.
Die Lieder sind in englischer Sprache verfasst, allerdings versetzt Rebennack die Texte mit Elementen des Cajun-Französisch. Außerdem wurden einzelne Worte verfremdet. Guilded Splinters etwa steht für Guilded Splendors. Der Verzicht auf eine klare Vers- und Reimstruktur in einzelnen Liedern unterstützt den Eindruck des Durcheinanders.
Die Rezensionen des Albums heben seine Außergewöhnlichkeit hervor. So wird die Musik beispielsweise als „ein ungesundes, hexenartiges Gebräu aus Zauberei und Machenschaften (angesehen), das ebenso fasziniert wie verstört“. Rebennacks Gesangsstil wurde als „kiesiges Knurren“ oder „hintergründiges Krächzen und Raspeln“ beschrieben.

## Titelliste
Bis auf die gekennzeichneten Ausnahmen stammen alle Songs aus der Feder von Dr. John Creaux alias Malcolm John Rebennack Jr.
Seite 1:
1. Gris-Gris Gumbo Ya Ya – 5:36
2. Danse Kalinda Ba Doom (Dr. John Creaux, Harold Battiste) – 3:39
3. Mama Roux (Dr. John Creaux, Jessie Hill) – 2:59
4. Danse Fambeaux – 4:56
Seite 2:
5. Croker Courtbullion (Harold Battiste) – 6:00
6. Jump Sturdy – 2:20
7. I Walk on Guilded Splinters – 7:37

## Veröffentlichung
Atco brachte Gris-Gris am 22. Januar 1968 als Langspielplatte auf den US-amerikanischen Markt, etwas später im Jahr auch in Australien und in Großbritannien. Weder in den USA noch in Großbritannien kam es in die Charts. In Deutschland wurde das Album 1969 und in Kanada noch ein Jahr später veröffentlicht. 1991 erschien es erstmals auf Compact Disc. Seit 2014 ist Gris-Gris im verlustfreien Audioformat FLAC (High Resolution Audio 192 kHz/24-Bit) als Download erhältlich.

## Rezeption
Die ersten Kritiken waren zurückhaltend. Ahmet Ertegün, Mitinhaber von Atlantic Records, hielt Gris-Gris für „Boogaloo-Mist“ und wusste nicht, wie das Album zu vermarkten sei. In der Hippieära wurde es teilweise für ein beliebiges Kifferalbum („just another stoner Album“) gehalten. Erst mit dem Abstand von mehreren Jahrzehnten fand Gris-Gris mehr Anerkennung. Die Musikzeitschrift Rolling Stone führt Gris-Gris auf Platz 143 der 500 besten Alben aller Zeiten. In der Aufstellung der 200 besten Alben der 1960er Jahre von Pitchfork belegt Gris-Gris Platz 162. Das britische Avantgarde-Magazin The Wire nahm es in die Auswahl der 100 Records That Set the World on Fire (While No One Was Listening) auf. Gris-Gris gehört zu den 1001 Albums You Must Hear Before You Die.

## Coverversionen einzelner Lieder des Albums
Das Abschlusslied des Albums I Walk on Guilded Splinters wurde zu einem Klassiker, von dem im Laufe der Jahre zahlreiche Coverversionen entstanden. Zu den Sängern und Bands, die das Lied aufnahmen, gehören Marsha Hunt (1969), Cher (1969), Johnny Jenkins (1970), Humble Pie (1971), Dana Gillespie (1991), Paul Weller (1995) und Jello Biafra (2015).
Mama Roux wurde von Sandie Shaw (1969) und Jess Roden (1976) gecovert.